# Cnidoscolus aconitifolius

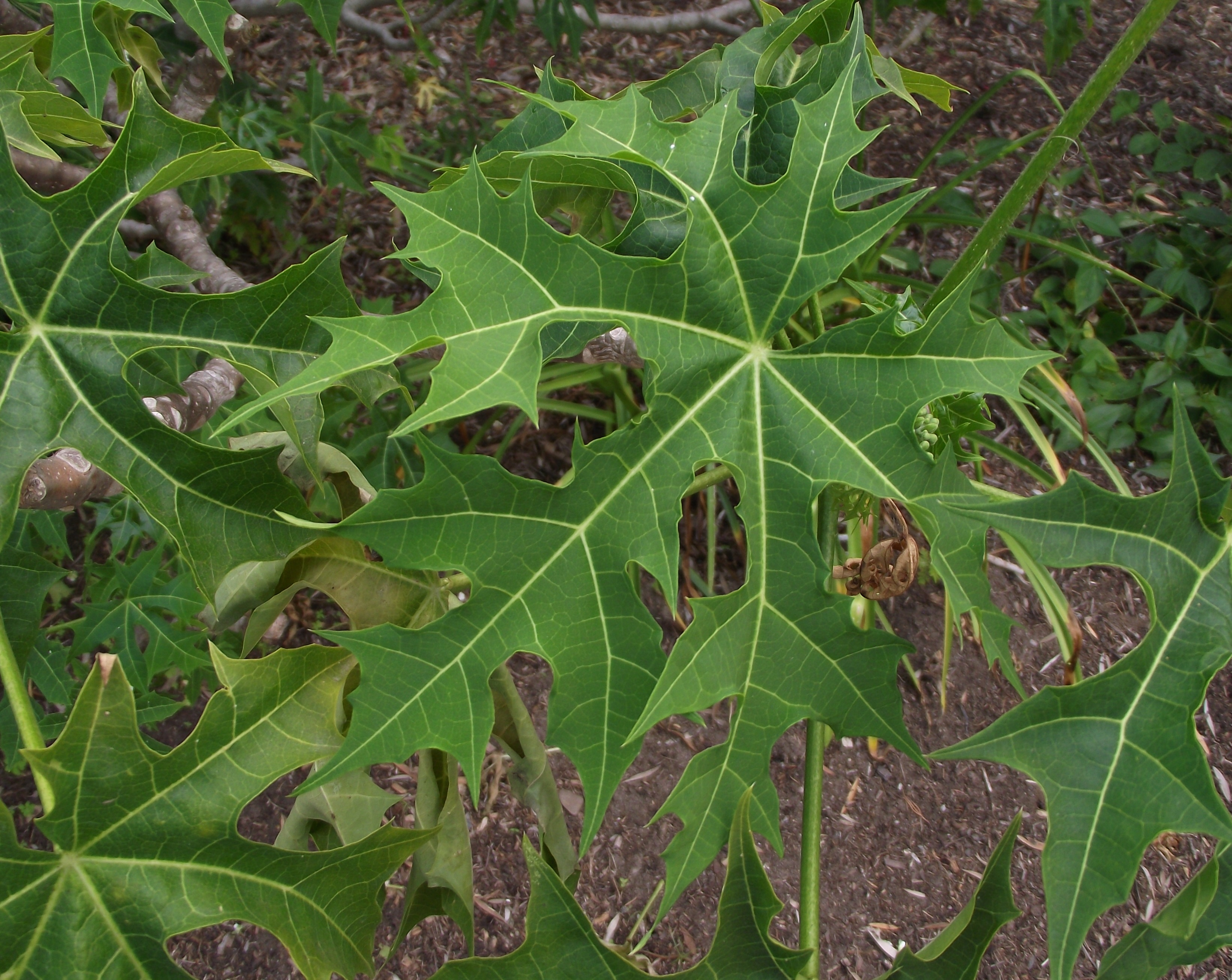
Laubblatt

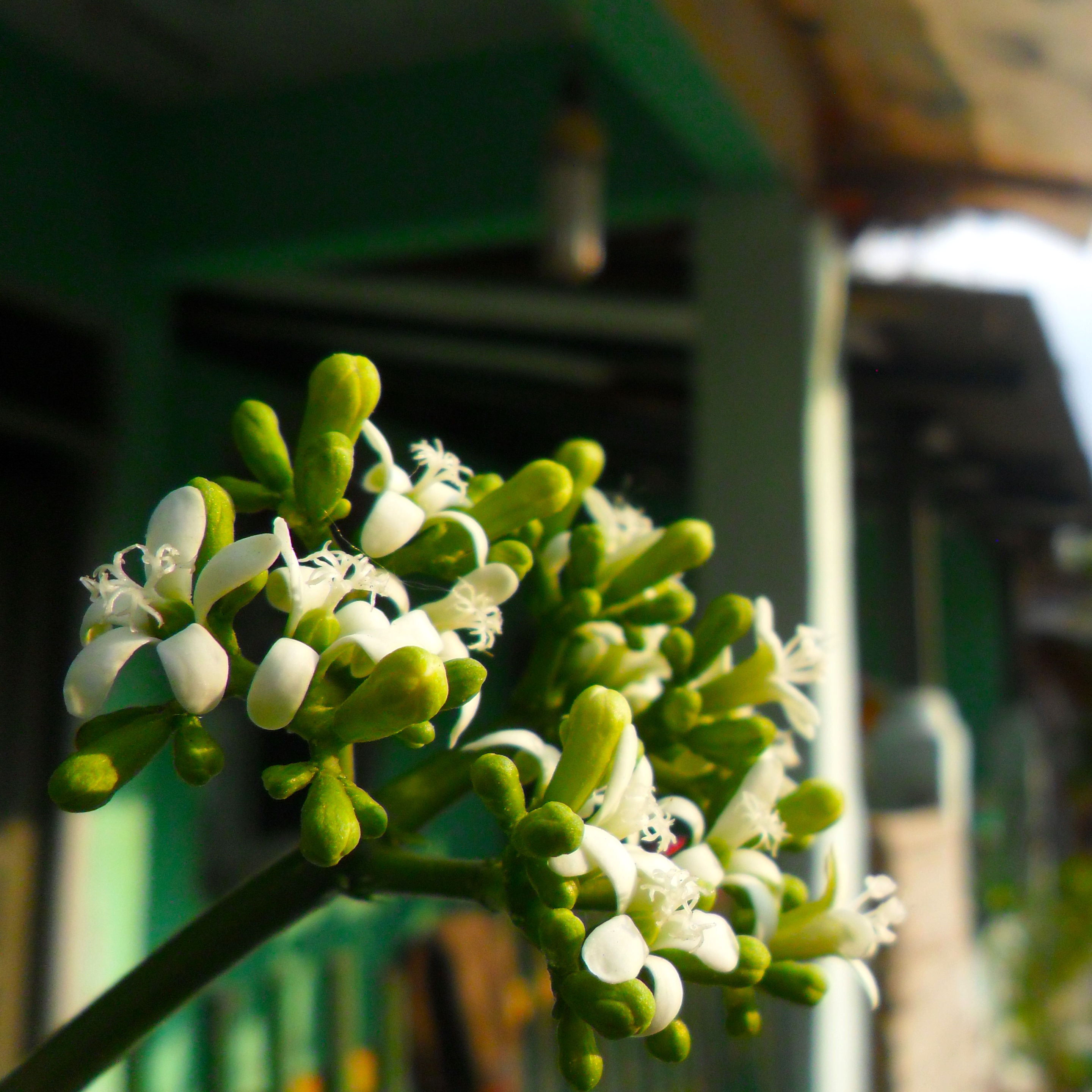
Blütenstand

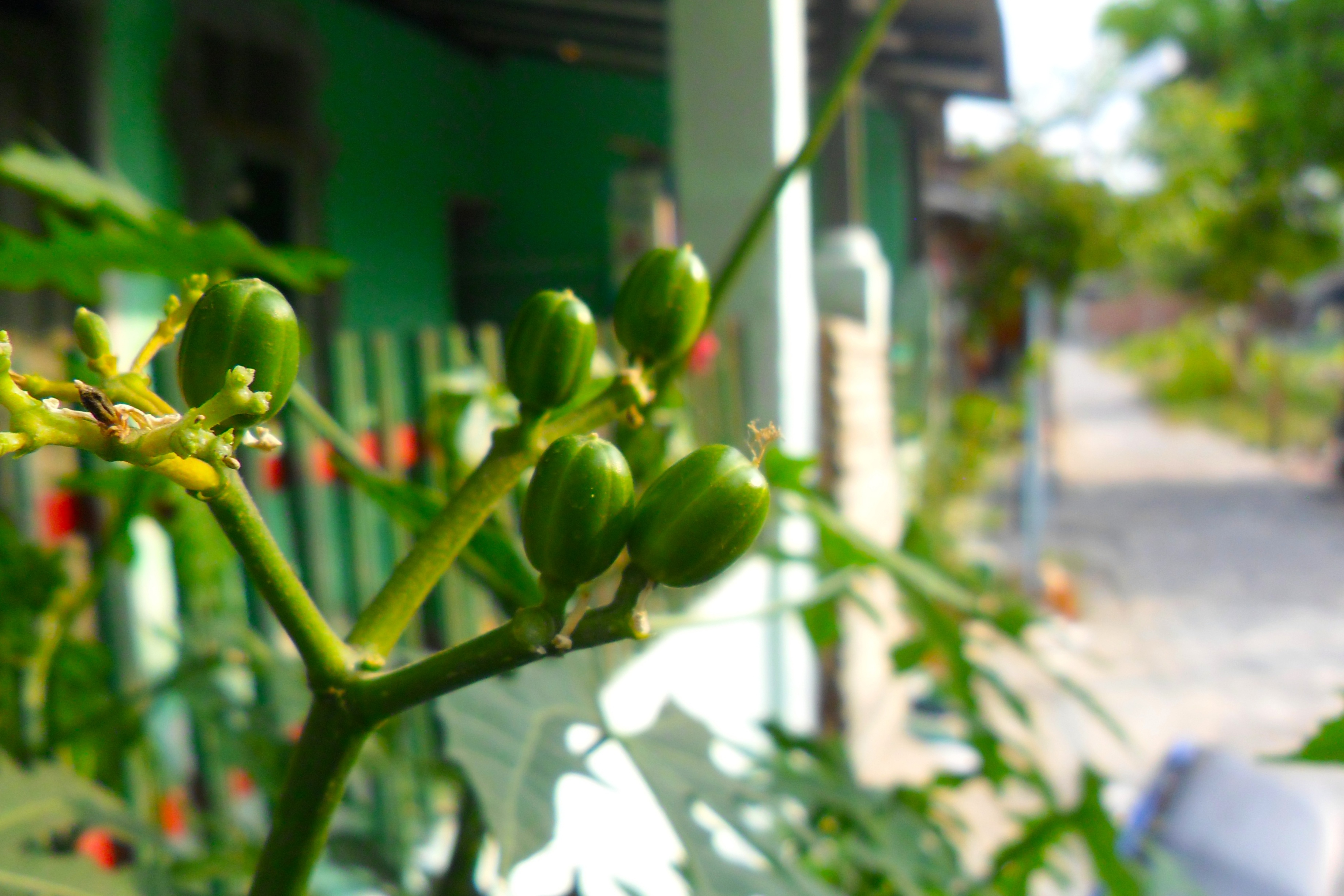
Fruchtstand

Cnidoscolus aconitifolius, gelegentlich auch Baumspinat genannt (vgl. aber Chenopodium giganteum), ist eine Pflanzenart in der Familie der Wolfsmilchgewächse aus Mexiko und Zentralamerika. Dort ist sie auch bekannt als Chaya oder Mala Mujer.

## Beschreibung

### Vegetative Merkmale
Cnidoscolus aconitifolius wächst als meist immergrüner, schnellwüchsiger Strauch oder kleiner Baum bis etwa 2–6 Meter hoch. Die „halbsukkulente“ Pflanze führt einen weißen, reizenden Milchsaft, Latex, und sie ist nicht besonders langlebig. Wilde Formen besitzen viele, stark reizende Brennhaare, um ein Vielfaches stärker als die von Brennnesseln, kultivierte keine oder viel weniger. Kultivierte Formen produziert oft keine Früchte, weil die Blüten steril sind. Sie werden mit Stecklingen vermehrt.
Die einfachen und gestielten Laubblätter sind wechselständig und gehäuft an den Zweigenden angeordnet. Der kahle bis borstige Blattstiel ist bis 6–30 Zentimeter lang und es können im oberen Teil Drüsen vorhanden sein. Die fast kahle bis borstige, ganzrandige, im Umriss breit-herz- bis pfeilförmige, etwa 15–30 Zentimeter große, papierige Blattspreite ist mehr oder weniger 3–7-fach handförmig gelappt bis zerschnitten. Die spitzen bis zugespitzten Lappen sind ganz bis mehr oder weniger gelappt bis geteilt und/oder grob bis fein gezähnt. Die Nervatur ist handförmig. Die kleinen Nebenblätter sind sehr früh abfallend.

### Generative Merkmale
Cnidoscolus aconitifolius ist einhäusig monözisch und vorweiblich protogyn. Es werden endständige, lang- und dickstielige und zusammengesetzt, dichasial zymöse, gemischte, wobei die männlichen Blüten überwiegen, leicht borstige bis weich behaarte Blütenstände gebildet. Die funktionell eingeschlechtlichen, kleinen, duftenden und fünfzähligen, weißen, kurz gestielten Blüten besitzen eine einfache Blütenhülle, die Kronblätter fehlen. Die petaloiden, dachigen Kelchblätter sind im unteren Teil röhrig verwachsen mit kürzeren oder längeren Lappen, bei den weiblichen Blüten wird nur eine sehr kurze Kelchröhre gebildet. Die männlichen Blüten besitzen 10 ungleich lange Staubblätter, mit fehlenden freien oder kurzen Staubfäden, die monadelphisch verwachsen sind, mit einem Pistillode mit drei fadenförmigen Fortsätzen an der Spitze der Columna. Die weiblichen Blüten besitzen einen oberständigen und dreikammerigen Fruchtknoten mit sehr kurzem Griffel mit 3 großen, gegabelten Narbenästen sowie kleine Staminodien. Es ist jeweils ein gelappter Diskus vorhanden.
Es werden ellipsoide, leicht gelappte und mehr oder weniger borstige, bis etwa 1,5–2,5 Zentimeter große, grüne, explosive Kapselfrüchte gebildet. Die drei 6–8 Millimeter großen Samen besitzen eine Caruncula.

## Verwendung
Jüngere Blätter und Pflanzen werden als Gemüse genutzt. Es werden zum Konsum nur kultivierte Pflanzen genutzt. Die proteinhaltigen Blätter sollten vorher gekocht werden, denn sie enthalten Giftstoffe. Auch wird ein beliebtes Getränk hergestellt, indem rohe Blätter in Zuckerwasser mit Zitronen, Ananas und anderen Früchten gemischt werden. Die Blätter enthalten sehr viel Vitamin C, aber auch sehr viele Oxalate.
Die Pflanze wird auch als Hecke gepflanzt.